# Rosario Livatino

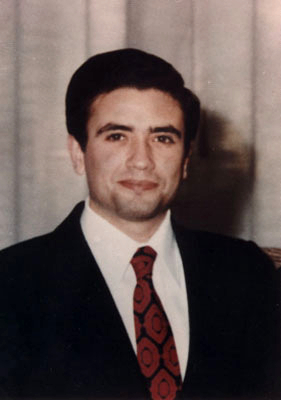
Rosario Angelo Livatino (1985)

Rosario Angelo Livatino (* 3. Oktober 1952 in Canicattì, Sizilien; † 21. September 1990 in Agrigent, Sizilien) war ein italienischer römisch-katholischer Jurist und aktiv im Kampf gegen die Cosa Nostra. Während seiner Karriere ermittelte Livatino erfolgreich in mehreren Korruptionsverfahren, indem er große Geld- und Eigentumsbeträge beschlagnahmte und hochrangige Persönlichkeiten des organisierten Verbrechens festnahm. 1990 wurde er durch Auftragsmörder der Stidda getötet. Er wird in der katholischen Kirche seit 2021 als Seliger verehrt.

## Leben
Livatino wuchs als einziges Kind seines Vaters Vincenzo, eines pensionierten Finanzbeamten, und seiner Mutter Rosalia im sizilianischen Canicattì auf, wo er sich in der Katholischen Aktion engagierte. Nach Abschluss des lokalen Gymnasiums inskribierte er sich 1971 zum Jurastudium an der Universität Palermo, das er 1975 mit Summa cum laude beendete.
Die juristische Karriere Livatinos begann 1977 als stellvertretender Staatsanwalt am Gericht von Agrigent. Von 1979 bis 1989 war er stellvertretender Staatsanwalt für die Ermittlungen gegen die Mafia. Während dieser Zeit begann er Tagebuch zu führen, worin auch seine religiöse Überzeugungen Eingang fanden. Livantino war ein sehr gläubiger Katholik; vor Arbeitsbeginn besuchte er regelmäßig die Heilige Messe. Livatinos Ermittlungen gegen die Mafia waren umrahmt von brutalen Morden rivalisierender Clans. Aus diesem Grund begann oder beschloss er, seine Arbeitspapiere jeweils mit dem Akronym „STD“, der Abkürzung für „Sub tutela Dei“ (unter Gottes Schutz). Als er 1978 seinen Amtseid ablegte, bat er um Gottes Hilfe für sein Amt, da die Stidda auch sein Leben bedrohte. Weitere Ermittlungen gegen die organisierte Kriminalität führte er von 1989 bis 1990 als Beisitzender Richter am Gericht von Agrigent, dessen Archivalien Livatinos akribische Ermittlungen dokumentieren. 1988 empfing er das Sakrament der Firmung.
Da Livantino in einer kleinen italienischen Provinz lebte und ermittelte, konnte er die Identitäten der lokalen Mafia-Strukturen rasch aufdecken. Ihre Bestechungs- und Einschüchterungsversuchen wies er stets zurück. Durch seine konsequente Integrität fiel Livantino bei dem örtlichen Caporegime in Ungnade, das ihn zudem wegen seiner Ermittlungsmethoden und seines praktizierten katholischen Glaubens verachtete. Am Morgen des 21. September 1990 fuhr Livantino auf der Staatsstraße 640 zu seinem Arbeitsplatz, als er von einem Auto gerammt und zum Anhalten genötigt wurde. Nach einem erfolglosen Fluchtversuch wurde er von vier Auftragsmördern hingerichtet. Livantino lehnte die Begleitung eines Leibwächters mit der Begründung ab, dass andere Väter seinetwegen  nicht um ihre Kinder trauern dürfen. Durch Aussagen des Kronzeugen Pietro Ivano Nava konnte die Stidda von Agrigent mit dem Auftragsmord in Verbindung gebracht und alle Attentäter rechtskräftig verurteilt werden. Vor dem Tod Livantinos hatte die sizilianische Judikative bereits den Mord am Präsidenten des Berufungsgerichts von Palermo, Antonino Saetta, zu beklagen, der zusammen mit seinem Sohn am 25. September 1988 auf derselben Straße einem Mafia-Hinterhalt zum Opfer fiel.
An der Begräbnisfeier von Rosario Angelo Livatino nahmen der italienische Staatspräsident Francesco Cossiga und die Avantgarde der Anti-Mafia-Richter teil, unter anderem Giovanni Falcone und Paolo Borsellino, die 1992 Sprengstoffanschlägen der Cosa Nostra in Palermo zum Opfer fielen.

## Seligsprechung
Papst Johannes Paul II. bezeichnete Livatino bereits 1991 während einer Pastoralreise auf Sizilien als Märtyrer der Gerechtigkeit und des christlichen Glaubens. Im Jahr 1993 begann der Seligsprechungsprozess für Rosario Angelo Livatino. Unterstützt wurde der Seligsprechungsprozess durch die in Canicattì ansässige Amici del Giudice Rosario Livatino. Die diözesanen Untersuchungen wurden am 21. September 2011 durch den Erzbischof von Agrigent, Kardinal Francesco Montenegro, initiiert und am 3. Oktober 2018 abgeschlossen. Postulator war Vincenzo Bertolone, Erzbischof von Catanzaro-Squillace. Im November 2019 ehrte Papst Franziskus Livatino in einer Ansprache. Er erklärte ihn aufgrund der konsequenten Übereinstimmung zwischen seinem Glauben und seinem Arbeitseinsatz zum Vorbild für alle Juristen. Am 21. Dezember 2020 sprach Papst Franziskus Livatino den sogenannten heroischen Tugendgrad zu, eine Vorstufe zur Seligsprechung, und bestätigte, dass Livatino in odium fidei (aus Glaubenshass) getötet wurde.
Rosario Livatino wurde am 9. Mai 2021 in Agrigent durch Marcello Semeraro, Präfekt der Heiligsprechungskongregation, seliggesprochen, der in seiner Predigt Livantino als „Zeuge für die Gerechtigkeit des Gottesreiches“ bezeichnete. Während der Zeremonie wurde das blutverschmierte Hemd des neuen Seligen in einem Reliquienschrein ausgestellt. Sein liturgischer Gedenktag ist der 29. Oktober.

## Verfilmungen
Im Jahr 2006 thematisierte der Dokumentarfilm La luce verticale das Leben und Wirken von Livatino; auch um dessen Seligsprechung zu fördern. Der 12. Dezember 2017 auf Rai Storia veröffentlichte Dokumentarfilm Il giudice di Canicattì von Davide Lorenzano untersuchte das persönliche Leben des Ermordeten und stieß dabei auf neue Erkenntnisse.